# 日本民主教育政治連盟
日本民主教育政治連盟（にほんみんしゅきょういくせいじれんめい、略称：日政連）は、日本の政治団体。会長は水岡俊一。

## 概要
1952年8月25日、衆議院解散を前に日本教職員組合（日教組）の政治組織として「日本教職員政治連盟」の名で発足した。
55年体制成立後は、ほぼ日本社会党所属議員に限定されていたが、その後民主党（→民進党）の議員が大半を占め（2010年に行われた第22回参議院議員通常選挙までは社会民主党の近藤正道も所属していた。この選挙で近藤は落選）、現在では所属する国会議員8名全員が立憲民主党の議員である。都道府県にも民主教育政治連盟があり、地方議会議員が所属する。

## 日政連所属国会議員

### 現在
| 衆議院議員（4名）                | 衆議院議員（4名）                 | 衆議院議員（4名）              | 衆議院議員（4名）                   |
| -------------------------------- | --------------------------------- | ------------------------------ | ----------------------------------- |
| 川内博史 （8回、鹿児島1区）      | 吉川元 （5回、比例九州・大分2区） | 道下大樹 （3回、北海道1区）    | 堤かなめ （2回、比例九州・福岡5区） |
| 参議院議員（4名）                |                                   |                                |                                     |
| 水岡俊一（会長） （3回、比例区） | 斎藤嘉隆 （2回、愛知県選挙区）    | 勝部賢志 （1回、北海道選挙区） | 古賀千景 （1回、比例区）            |

### 元衆議院議員
- 横路孝弘（12回）[4]
- 横路節雄（8回）
- 横光克彦（7回）[5]
- 池端清一（7回）
- 湯山勇（7回）
- 本多平直（3回）[5]
- 池田隆一（1回）

### 元参議院議員
- 那谷屋正義（3回）[4]
- 神本美恵子（3回）[4]
- 輿石東（3回）[6]
- 角田義一（3回）
- 佐藤泰介（2回、衆院2回）[7]
- 辻泰弘（2回）[6]
- 近藤正道（1回）
- 鉢呂吉雄（1回、衆院7回）[6]